# リビー・ヤンセファンレンズバーグ
リビー・ヤンセファンレンズバーグ（Libbie Janse van Rensburg、1994年9月28日 - ）は、南アフリカ共和国の女子ラグビー選手。

## プロフィール
- 南アフリカ・レファラレ出身[1]。
- ポジションはスタンドオフ(SO)。
- 身長 178cm、体重 72kg
- 女子南アフリカ共和国代表に選ばれたことがある。

## 略歴
2024年、パリ五輪の7人制女子南アフリカ共和国代表に選ばれた。